# Marlene Hazle
Marlene Hazle (8 de mayo de 1934 - 7 de junio de 2011) fue una estadounidense conocida por su trabajo en informática a lo largo del siglo XX. Trabajó en RAND y The Mitre Corporation para el desarrollo de Semi-Automatic Ground Environment y AESOP respectivamente. Con el tiempo, Hazle se convirtió en supervisora y capacitó al personal militar en el sistema operativo SAGE. Hazle continuó haciendo contribuciones a los campos de la informática y la industria aeroespacial a lo largo del siglo XX.

## Biografía
Marlene Hazle nació en 1934 en Toledo (Ohio). Su madre era maestra y su padre ingeniero mecánico. Hazle se graduó de DeVilbiss High School en Toledo, Ohio, en 1952. Hazle asistió después a la Universidad Cornell. Fue parte de la hermandad de mujeres Delta Gamma, Phi Beta Kappa, y se convirtió en la presidenta del capítulo de la Junta Mortar de Cornell. En Cornell, Hazle tomó una clase de análisis numérico donde su profesor se ofreció a mostrar a los estudiantes cómo usar una computadora para completar su tarea. Hazle, junto con otros estudiantes, aceptó esta oferta y comenzó a aprender sobre ordenadores. En 1956, Hazle se graduó en Cornell con un título en gobernanza. Después de graduarse, comenzó a trabajar en RAND en Boston, Massachusetts. En ese momento, RAND estaba preparando personas para trabajar en los centros SAGE (Semi Automatic Ground Environment). SAGE fue un programa de las Fuerzas Armadas de los Estados Unidos durante la Guerra Fría que utilizó computadoras para monitorear el espacio aéreo de los EE. UU. en busca de una invasión soviética. En el momento de su construcción, la computadora de SAGE, la AN/FSQ-7, era la computadora más grande jamás construida. Hazle se capacitó en RAND sobre las computadoras SAGE y, finalmente, pasó a impartir la clase sobre el sistema operativo de dichas computadoras SAGE. Después de su trabajo en SAGE, Hazle comenzó a trabajar en The MITRE Corporation, donde diseñó y programó el sistema AESOP. El AESOP fue uno de los primeros sistemas informáticos en línea del mundo. Los sistemas informáticos en línea fueron los primeros sistemas en tener muchas de las características de las computadoras modernas, como ventanas, ratones de computadora y enlaces de medios. Hazle es una de las primeras personas documentadas usando una computadora en línea. Antes de la década de 1970, era común que los programadores fueran posesivos con su trabajo. Mientras estuvo en MITRE, Hazle rechazó esta idea y se convirtió en una de las primeras defensoras de la colaboración en el mundo de la programación. Este espíritu de colaboración finalmente maduró hasta convertirse en el actual concepto de sistema de código abierto. Hazle también fue secretaria del Grupo de Interoperabilidad de Bibliotecas de Reutilización, un grupo dedicado a facilitar la reutilización de códigos informáticos entre empresas y agencias gubernamentales. Hazle murió a la edad de 77 años el 7 de junio de 2011 en Lexington, Massachusetts.

## Contribuciones
- Hazle es reconocida por ayudar a la Fuerza Aérea de los EE. UU. en metodologías de diseño de software.[10]
- Hazle contribuyó al IEEE en la Conferencia Nacional Aeroespacial y Electrónica de 1980.[11]
- Hazle escribió sobre la revisión de código y los sistemas operativos en el Automated Requirements Development User Manual.[12]
- Hazle es reconocida por su trabajo en el Proyecto MIMSY y por ayudar al autor de The Application of Anna and Formal Methods as an Ada Program Design Language.[13]
- Se agradece a Hazle por su apoyo inicial a la compilación de directrices en la Guidelines for Designing User Interface Software.[14]
- Hazle es una autora colaboradora de la guía United States Air Force Program Office Guide to Ada.[15]
- Hazle revisó el documento Ada Adoption Handbook: Compiler Evaluation and Selection.[16]
- Hazle recibió un reconocimiento especial por apoyar a la Universidad Estatal de Arizona en su trabajo sobre los entornos de Ada.[17]
- Hazle es reconocida por contribuir a las arquitecturas Ada con su experiencia en DQL (Diana Query Language).[18]
- Hazle contribuyó al artículo A Prototype Implementation of the Ada Binding to Posix.[19]